# آن إميري
آن إميري (بالإنجليزية: Ann Emery)‏ هي ممثلة بريطانية، ولدت في 12 مارس 1930 بلندن في المملكة المتحدة، وتوفيت بنفس المكان في 29 سبتمبر 2016.

## وصلات خارجية
- آن إميري على موقع IMDb (الإنجليزية)
- آن إميري على موقع ديسكوغز (الإنجليزية)
- آن إميري على موقع قاعدة بيانات الفيلم (الإنجليزية)